# 柳田理科雄
柳田理科雄（1961年—）是作家、漫畫原作者，生於鹿兒島縣。從高中就立志當科學家。於鹿兒島縣立鶴丸高等學校畢業後，經歷浪人生活。其後為東京大學理科生。他在補習班擔任教師，以真實姓名寫了一本用科學的觀點探討科幻影片和動畫中劇情與設定可能性的書籍──空想科學讀本，因而成名。在他出版空想科學讀本一書時，同時亦創設「空想科學研究所」。

## 簡介
柳田理科雄，1961年生於鹿兒島縣熊毛郡南種子町，父親是在2007年前擔任南種子鎮長的柳田長谷男。於縣立鶴丸高校畢業後，經歷浪人生活。其後就讀東京大學，理科生。
在東京大學就讀時，經營補習班任教師。大學中途退學，但陷入經營困難。為了修復補習班的財政，而發表科學地考察卡通和特殊攝影作品的描寫的「空想科學讀本」成為暢銷書。在經營不善的補習班關閉之後，又當上全國連鎖補習班的老師等，最後變成職業作家，同時創設「空想科學研究所」。現在的頭銜是「空想科學研究所主任研究員」。
「理科雄」很容易被當成筆名，其實是本名，因為父親認為「今後是科學的時代」而命名。
從童年的時候起立志成為科學家，最後考上東京大學上但如上述所言中途退學。從對宇宙密切關心，最初本來打算專攻宇宙物理學。

## 著作活動
柳田以前對於科幻作品作科學考察的書多數已出版，以面向孩子的作品為主，以劇中描寫（不太反省幕後的設定）為基礎，攙和科學的考證一邊展開妄想，推出意外的結論。有關空想科學讀本，於 2006 年 7 月最新卷的「空想科學讀本 5 」被發售了。
對其他作為空想科學系列，發表了「空想科學漫畫讀本」，以 SF 為中心的拍攝實況電影的描寫的「空想科學電影讀本」、歷史的內容的「空想科學日本往事讀本」等。根據出版社「媒體工廠」的發表指出，空想科學讀本 1 ～4 出版累計 200 萬部以上。而且空想科學系列全體，空想日本往事讀本出版當時的宣傳說已累計 300 萬部。
另外亦身為原作者參與漫畫創作，同樣是以科學地考察科幻作品為主題。

## 作品
- 空想科學讀本系列
- 空想科學大戰系列 1～4（漫畫・筆吉純一郎）
- 最後の空想科學大戰 （續空想科學大戰4）
- 空想科学論争！
- 空想非科学大全
- 空想科學生活讀本
- Dr.貓柳田之科學的青春 1～5完（漫畫・筆吉純一郎）
- 空想法律讀本1～2
- 空想科学日本昔話読本
- 俊平1/50

## 相關連結
- ドコでモ空想科学（靜岡電視台）
- 福田沙紀と柳田理科雄のラジオ空想科学研究所（日本放送　朝日放送、主持人）
- 全国こども電話相談室（TBS廣播、回答者）
- 森田一義アワー 笑っていいとも!（富士電視台、水曜日・「確率王者　キセキング」）
- 一文字弥太郎の週末ナチュラリスト 朝ナマ!（中国放送、番組内コーナー「空想科学ラジオ読本」評論員）
- ゴー傑P（MBS廣播、ゲスト、2006年8月5日）
- FNSソフト工場『とびだせ! 空想科学』（靜岡電視台、2007年12月30日）

## 外部連結
- 空想科学研究所
- ドコでモ空想科学（テレビ静岡）